# The Shute (Bay of Plenty)
The Shute (englisch für Die Rutsche) sind Stromschnellen des Motu River in der Region Bay of Plenty auf der Nordinsel Neuseelands. Sie liegen stromabwärts der Stromschnelle Boulder Rapid im Gebirgszug der Raukumara Range.